# Maik Dietz
Maik Dietz ist ein ehemaliger deutscher Biathlet.
Maik Dietz war für den ASK Vorwärts Oberhof aktiv. Er hatte seine ersten Erfolge als Juniorensportler. In Antholz gewann er bei den Biathlon-Juniorenweltmeisterschaften 1983 mit Jürgen Wirth und André Sehmisch den Titel im Staffelrennen. Zwei Jahre später wiederholte er mit Thomas Pawliczek und  Jens Steinigen diesen Erfolg in Egg am Etzel. Zudem gewann er hinter Steinigen die Silbermedaille im Einzel.
Bei DDR-Meisterschaften gewann Dietz 1985, 1986 und 1988 die Vizemeisterschaften mit der Staffel, seine Partner waren dabei Holger Wick, Gerald Rauch, Jürgen Wirth, Matthias Jacob und Falk Schmidt. Im Sprintrennen verpasste er 1985 und 1986 als Viertplatzierter um einen Rang eine Medaille, 1988 wurde er Fünfter. Aufgrund der großen Konkurrenz in der DDR blieben ihm weitere internationale Einsätze versagt, einen nationalen Titel verhinderten die zu dieser Zeit übermächtigen Biathleten der SG Dynamo Zinnwald. Heute betreibt Dietz eine Holzverarbeitungsfirma in der Nähe von Brotterode.

## Einzelbelege
1. ↑  Biathlon-Juniorenweltmeisterschaften
2. ↑  Staffelergebnisse der DDR-Meisterschaften
3. ↑  Biathlon-Bundestrainer Ullrich will sich wehren

| Personendaten    | Personendaten            |
| ---------------- | ------------------------ |
| NAME             | Dietz, Maik              |
| KURZBESCHREIBUNG | deutscher Biathlet (DDR) |
| GEBURTSDATUM     | 20. Jahrhundert          |